# 普利内区

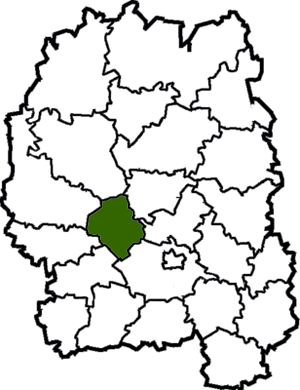
撤销前普利内區在日托米爾州的位置

普利内区（烏克蘭語：Пулинський район），2016年前名为切尔沃诺阿尔米伊斯克区，曾是烏克蘭日托米爾州的一個區，位於該國北部，行政中心設於普利内，面積853平方公里，2011年人口23,493，人口密度每平方公里27.54人。
该区在2020年7月18日的乌克兰行政区划改革中被撤销，改革后日托米爾州下分为4个区。普利内区合并至日托米爾區。
50°28′28″N 28°16′32″E / 50.47444°N 28.27556°E